# 蚱科
蚱科（学名：Tetrigidae）也称菱蝗科，是昆虫纲直翅目下的一科。

## 形态特征
蚱科昆虫体小、中型。颜面隆起在触角之间呈沟状。触角丝状，多数着生于复眼下缘内侧。前胸背板侧叶后缘通常具有2个凹陷，少数仅有1个凹陷；侧叶后角向下，末端圆形。大部分前、后翅正常，少数缺如。后足跗节第1节明显长于第3节。

## 分类
本科包括以下属：
- 股沟蚱亚科 Batrachideinae
- 枝背蚱亚科 Cladonotinae
- 扁角蚱亚科 Discotettiginae
- Lophotettiginae
- 短翼蚱亚科 Metrodorinae
- 刺翼蚱亚科 Scelimeninae
- 蚱亚科 Tetriginae
- 三棱角蚱亚科 Tripetalocerinae

本科包括以下属：